# Alain Bultot
Alain Bultot, né le 12 novembre 1958 est un homme politique belge bruxellois, membre du PS.
Il est licencié en sciences politiques (option International).

## Carrière politique
- 2006-     : conseiller CPAS à Molenbeek-Saint-Jean
- 1995-2004 : député bruxellois